# Ørbæks kommun

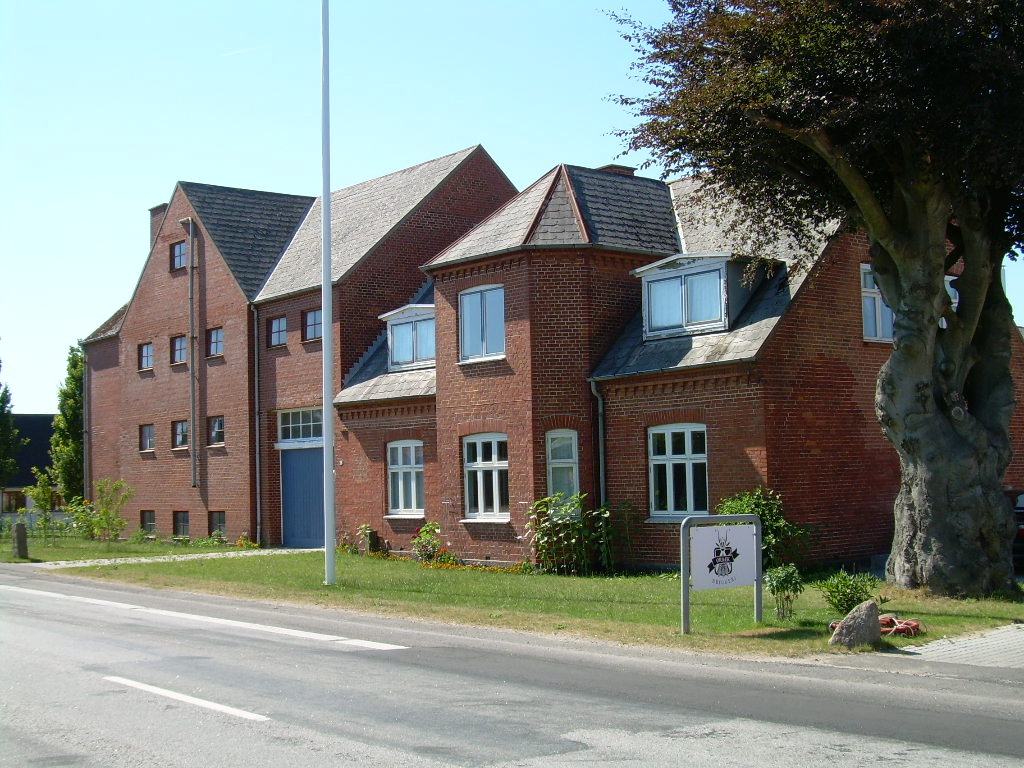
Ørbæks bryggeri.

Ørbæks kommun var en kommun i Fyns amt i Danmark med Ørbæk som centralort. Ungefär 6900 personer var bosatta i kommunen år 2005.
Kommunen bildades 1966 genom sammanslagning av sju landskommuner (danska: sognekommuner) och upphörde 1 januari 2007 då Ørbæks kommun tillsammans med Ullerslevs kommun uppgick i Nyborgs kommun i region Syddanmark.

## Socknar
- Ellesteds socken (Vindinge härad)
- Frørups socken (Vindinge härad)
- Herresteds socken (Vindinge härad)
- Kullerups socken (Vindinge härad)
- Langå socken (Gudme härad)
- Refsvindinge socken (Vindinge härad)
- Svindinge socken (Gudme härad)
- Øksendrups socken (Gudme härad)
- Ørbæks socken (Vindinge härad)